# Уилли, Джек
Джек Уилли (англ. Jack Willie; род. 15 апреля 1979) — папуанский боксёр, представитель первой наилегчайшей весовой категории. Выступал за сборную Папуа — Новой Гвинеи по боксу в период 2002—2011 годов, чемпион Океании, трёхкратный чемпион Южнотихоокеанских игр, участник летних Олимпийских игр в Пекине.

## Биография
Джек Уилли родился 15 апреля 1979 года.
Первого серьёзного успеха на взрослом международном уровне добился в сезоне 2002 года, когда вошёл в основной состав папуанской национальной сборной и побывал на чемпионате Океании в Таупо, откуда привёз награду бронзового достоинства, выигранную в зачёте первой наилегчайшей весовой категории. В том же сезоне выступил на Играх Содружества в Манчестере.
В 2003 году одержал победу на Южнотихоокеанских играх в Суве.
На чемпионате Океании 2004 года в Нукуалофа дошёл в первом наилегчайшем весе до финала и тем самым получил серебряную награду.
В 2005 году был лучшим на домашнем чемпионате Океании в Порт-Морсби.
На Играх Содружества 2006 года в Мельбурне дошёл до четвертьфинала, проиграв досрочно намибийцу Джафету Уутони.
В 2007 году взял бронзу на Арафурских играх в Дарвине, был лучшим на Южнотихоокеанских играх Апиа.
Одолел всех соперников в первом наилегчайшем весе на чемпионате Океании 2008 года в Апиа и благодаря череде удачных выступлений удостоился права защищать честь страны на летних Олимпийских играх в Пекине. Уже в стартовом поединке категории до 48 кг со счётом 2:14 потерпел поражение от тайца Амната Руенроенга и сразу же выбыл из борьбы за медали.
После пекинской Олимпиады Уилли остался в составе боксёрской команды Папуа — Новой Гвинеи и продолжил принимать участие в крупнейших международных турнирах. Так, в 2010 году он выступил на Кубке короля в Бангкоке, остановившись на стадии четвертьфиналов первого наилегчайшего веса.
В 2011 году добавил в послужной список золотую и серебряную медали, полученные на Тихоокеанских играх в Нумеа и на Арафурских играх в Дарвине соответственно. Вскоре по окончании этих соревнований принял решение завершить спортивную карьеру.